# 文明帝國VI
《文明VI》是由Firaxis Games开发的回合策略游戏，是文明系列庆祝25周年的作品。游戏对应Microsoft Windows、Mac OS X及Linux平台，于2016年10月21日在全球发行。2017年12月21日登陆iOS平台（最初只支持iPad，2018年10月6日开始支持iPhone）；2018年11月16日登陆任天堂Switch；2019年11月登陆PlayStation 4和Xbox One。

## 游戏概况
本作的玩法基本上与《文明V》相同，《文明VI》让玩家在单人或多人模式中建立并发展自己的文明，甚至控制地球的命运。游戏的胜利条件基于数个基础，包括探索、扩大、利用和消灭。玩家建立城市、改善及扩张城市，并建立军事单位以探索和攻击敌对势力，同时管理文明的技术发展及对外关係。

### 世界
游戏世界使用六角地图，但亦增加了部份新系统及功能。在本作中，玩家需要规划在城市控制范围内的各种地块上的「城区」，不同地块会为城区会提供不同的加成，但有一定的局限性。例如，山地地形有助于观察星空，因此能为校园型城区提供特殊的加成，但同时森林或丛林地形又能供大学和研究室在生物群落内研究物种多样性以反映科学的进步，因此玩家需要仔细选择。此外，玩家可以选择攻击一个特定城区而非城市中心，从而影响城市的运作。但是，玩家能于城区中新增新战略以增加城市的防卫。例如在城区设置军事营地，当敌方队伍接近城市，他们除了遭受来自城市的攻击外，亦会被军事营地攻击，令他们可能需要转为攻击军事营地，再夺取城市。
首席设计师Ed Beach将这些变化视为一种有益的手段，将城市的建筑分散在不同地块上，就好像Jon Shafer（《文明V》的首席设计师）在《文明V》时分散单元格一样。这些功能增添了模拟城市类游戏的城市管理要素，有助使玩家认为经营及管理城市是基于城市的地理位置，而非根据一个特定城市的改进路线基础。
为了减少在地图上出现拥挤，玩家将能够进行单元堆叠，但只能堆放类似单位或共生单位。例如，战士支援拓荒者。类似的单位也可以结合在一起形成强大的「军团」单位。

### 領袖
在創建遊戲階段，玩家須選擇一名領袖成為己方文明的統治者，與之競爭的領袖則會依據歷史所記載的個人特徵去追求自我宗旨。不同文明的領袖在遊戲中會表現出自己的獨有特質，有些特質在初期即可見，另一些則在遊戲中後期才會出現。本作提供了28名不同風格的領袖，並在後續資料片中擴充可選領袖總數至76餘名。
《文明VI》為系列作中首次出現雙文明領袖，這類角色在選擇代表文明時有複數選項，目前包括艾莉諾（法國、英國）與忽必烈（中國、蒙古）兩位。同时部分文明领袖也具备两种形态，例如秦始皇（天命者）和秦始皇（大一统）、罗斯福（进步党）和罗斯福（莽骑兵）、克利欧佩特拉（埃及）和克利欧佩特拉（托勒密）等，他们都具有不同的领袖特色能力和相同的文明特色能力。

### 科技树
游戏中玩家通过研发科技推动生产力的发展并解锁更多资源和单位。高等级科技也需要研发至少一个对应的低等级科技解锁，由此组成游戏中的科技树。科技研发的速度取决于学院、自然奇观等等地块提供的科技值。
本作的科技树亦有作修改以加快技术的研究，大大推动某个科技的研发进度，游戏中称为触发“尤里卡”。例如，玩家想要研究石工术，其文明兴建采石场后可以加快该科技的研究。首席设计师Ed Beach指出这一变化是为了令玩家脱离自动地跟随科技树所提供的路线来研发科技。

### 政策树
游戏中还有形式与科技树相似的政策树，用于解锁政策和政体。在《文明VI》发布之初，政策树从最开始的酋邦政体出发，一直到现代的共产主义、民主主义和法西斯主义政体。而在后来的游戏更新中，还加入了设想中的人类可能在未来出现的政体。
政策树也可以通过达成特定的条件来加快研发进度，游戏中称为触发“鼓舞”。例如“政治哲学”触发鼓舞的条件就是会晤3个城邦。

### 奇观
和前作一样，《文明VI》中也存在奇观的概念。其分为自然奇观和人文奇观，均取材于现实世界和历史中的著名自然景点和人文建筑。自然奇观在地图上的先天产生，人文奇观则需要文明耗费大量生产力建造，发现或建成奇观都会得到分数及加成效果。如果两个文明都在建造同一个人文奇观，先建成者获得这个奇观，其他文明则失去这个奇观的建造基地，但会获得已经耗费的生产力予以补偿。因此中国的玩家亦将奇观的建造戏称为“奇观误国”。

## 开发
本作是由开发《文明V》资料片的Firaxis团队负责进行开发工作。开发团队将更加强调游戏程序所生成的地图的重要性，及随着游戏的进行其会如何影响玩家的战略，因此没有一场游戏比赛是相同的。
本作採用了更易于修改的的新引擎。游戏中的视觉效果是开发团队被探险时代的地图和工具所启发而制成的。另外，战争迷雾将使用交叉影线的绘画风格以复制探险时代的旧地图并呈现在玩家眼前。开发团队计划当玩家完成建造一个奇迹后会在游戏中呈现一段影片。此外，为了让奇迹的最后一个镜头给玩家更为深刻的印象，团队于游戏中开发了一个昼夜周期。虽然这个周期不会影响游戏的核心玩法，但美术总监Brian Busatti预计此项新功能可以通过不同的游戏模组来创造新的战术考虑。
相比过往的作品，本作采用了较为卡通化的外观，因为据Firaxis所说，在一些深层次的游戏内保持视觉效果简单能避免干扰游戏的复杂性。另外，开发团队会将单位和建筑物的图形做得更好，令玩家即使把尺寸缩得很小也能够辨认清楚单位和建筑物。这种必要的简单艺术风格能让玩家快速识别不同的单位和建筑，及在寻找城市时不必利用用户界面的工具栏。

## 音乐
《文明VI》中的主题曲名为「Sogno di Volare」（意译：飞行的梦想），是由田志仁为此游戏创作的歌曲。此曲于2016年七月在英国伦敦首次演出。《文明VI》中的原声音乐主要是由Geoff Knorr编曲及配乐，Roland Rizzo, Griffin Cohen及Phill Boucher亦参与部分创作。
每一个文明都有各自的主题曲，并且主题曲会随着文明的发展而改变。由远古时代相对简单的独奏或二重奏，到中古时代的三/四重奏，再到工业时代的管弦乐演奏，以及在管弦乐中加入现代元素的核子时代。各文明所选的主题曲也是富有地方色彩的民歌，例如：中国的《茉莉花》，英国的《斯卡伯勒集市》，美国的「Hard Times Come Again No More」，印度的「Vaishnava Jana To」，及马其顿的「Tino Mori」。

## 评价
| 汇总媒体   | 得分                                           |
| ---------- | ---------------------------------------------- |
| Metacritic | PC: 88/100 NS: 86/100 PS4: 88/100 XONE: 85/100 |

| 媒体            | 得分   |
| --------------- | ------ |
| Destructoid     | 8.5/10 |
| Game Informer   | 9.5/10 |
| Game Revolution | [ 28 ] |
| GameSpot        | 9/10   |
| IGN             | 9.4/10 |
| PC Gamer美国    | 93/100 |
| Polygon         | 8.5/10 |
| TouchArcade     | [ 33 ] |

该游戏获得了2016年游戏评论家奖中的最佳PC游戏和最佳策略游戏奖，以及The Game Awards 2016最佳策略游戏。
2019年《文明帝國VI》被發現有名為「Redshell」的間諜軟件，會在玩家不知情下收集玩家信息，事件引起大量玩家的大量差評，在開發商2K刪除Redshell後事件才平息。3月25日2K回應事件，玩家在同意「隐私条款」後，軟件才會收集數據，收集數據也僅用於提升遊戲體驗。